# 李治灏
李治灏（？—？），山东历城（今山东济南）人，是一名清朝政治人物。
李治灏曾于1748年接替张世友任奉贤县知县一职，1755年由涂扩接任。